# لاري د. ألكسندر
لاري ديل ألكسندر (بالإنجليزية: Larry D. Alexander)‏ (وُلد في 30 مايو 1953) رسام أمريكي، وكاتب مسيحي من مدينة ديرموت، مقاطعة تشيكوت، ولاية أركنساس. اشتهر ألكسندر برسوماته المُتقنة الملونة، ورسوماته البيضاء والسوداء التي رسمها بالقلم والحبر بأسلوب التظليل المتقاطع الذي طوره، ولوحات الأكريليك الخاصة به. لم تُصور أعماله التجربة الأمريكية الأفريقية وحسب، بل صورت كذلك تجارب جميع الناس على مر التاريخ الأمريكي. اكتسب ألكسندر سمعة سيئة، وتلقى رسالة شكر رئاسية شخصية على لوحة آل كلينتون الزيتية التي أهداها لرئيس الولايات المتحدة بيل كلينتون في عام 1995، وهي الآن جزء من مجموعة مقتنيات كلينتون في مكتبة كلينتون الرئاسية في ليتل روك، أركنساس. اشتهر ألكسندر كذلك بجولات مدارس أركنساس التي قام بها في الفترة 1996–2006. كتب ألكسندر عدة كتب علق فيها على الكتاب المقدس، واشتهر في السنوات الأخيرة بكتاباته وتعاليمه عن المسيحية.

## بداية حياته ومسيرته الفنية
وُلد ألكسندر في بلدة ريفية صغيرة في ديرموت، أركنساس لروبرت وجاني ألكساندر. لاري هو رابع ابن من بين إخوته العشرة، وثاني ابن من بين أشقائه. كان والده سائق شاحنة، وكانت والدته متخصصة في التجميل. شرع ألكسندر في الرسم وهو بعمر الرابعة. لم يتلق ألكسندر أي تدريب رسمي في الفن خلال مراحل حياته التعليمية نظرًا لغياب وسائل التدريب في بلدته الريفية الصغيرة. تخرج ألكسندر في مدرسة ديرموت الثانوية في مايو 1971، وبعدها انتقل إلى مقاطعة باين بلاف حيث درس تصميم المعمار السكني في مدرسة باينز الفنية التقنية التي تُعرف حاليًا بكلية جنوب شرق أركنساس. وفي الأعوام التالية التحق بكلية ريتشلاند في دالاس، تكساس حيث تعلم استخدام برنامج الأوتوكاد.
أُضيفت ست قطع فنية من سلسلته المعروفة باسم «سلسلة ديرموت» (سلسلة من اللوحات التي رسمها عندما كان طفلًا في بيته في ديرموت) إلى مجموعة المعروضات الدائمة في مركز الفنون والعلوم في جنوب شرق أركنساس في باين بلاف. استوحى ألكسندر معظم أفكار أعماله من تجاربه التي خاضها في حياته، مثل نشوئه في الريف الجنوبي في الخمسينيات والستينيات، وحياته التي قضاها في ديترويت، ميشيغان في السبعينيات والثمانينيات.
انتقل ألكسندر إلى ديترويت، ميشيغان بعد عامين من الدراسة في باين بلاف حتى يعثر على وظيفة في مجال عمله. ورغم ذلك لم يجدي بحثه نفعًا على الأمد القصير، وانتهى به الحال عاملًا في مصنع كرايسلر لتركيب السيارات، وأضحى مفتونًا بطرق عمل السيارات من الداخل. أفضى به هذا الحال إلى أن يصبح ميكانيكيًا معتمدًا، وأضحى يمتهن تلك الحرفة لسبعة عشر عامًا تاليًا. قابل ألكسندر باتريشا وهو في ديترويت، وتزوجها في نهاية المطاف، وانتقلا إلى إيرفينغ، تكساس حيث افتتح ورشة صيانة سيارات خاصة به، وظل يعمل فيها حتى عام 1991.
عاود ألكسندر استعمال موهبته الفنية لمرة أخرى بتشجيع من زوجته بعد انقطاع دام خمسة عشر عامًا. يعود تاريخ مسيرة ألكسندر الفنية إلى تلك اللحظة التي طور فيها أسلوب «الحبر والقلم» الذي أطلق عليه اسم «التظليل المتقاطع» وصمم به عدة كروت تهنئة تحت مسمى «شركة ألكسندر لكروت التهنئة» التي انحلت لاحقًا. صاغ ألكسندر عبارة «The Expressions Line» لأول مرة في كروت التهنئة التي صنعها عام 1991، ولكنه لم يصنع منها علامة تجارية مُسجلة، ما أدى إلى تبني شركة هالمارك كاردز نفس العبارة في كروت التهنئة الخاصة بها حتى عام 1997. ولا ينبغي الخلط بين خط الإنتاج الخاص به وخط إنتاج شركة هالمارك. في الفترة 1991–1994 صمم ألكسندر ما يزيد عن 80 قطعة فنية بأسلوب «الحبر والقلم» مثل: رينيتا، وغيرل فريند، وكاوبوي فيدلر، ويانغ كينيديز، وراوند أب. استعان ألكسندر كذلك برسوماته في تصميم خط إنتاج قمصان «Fine-arTshirt» في منتصف التسعينيات.
ألكسندر هو «رسام واقعي» يستعين بتشكيلة متنوعة من الوسائل الفنية مثل الرسومات الزيتية، والأكريليك، والألوان المائية. وهو رسام عصامي علم نفسه بنفسه، ويحبذ عرض أعماله في الأماكن التي تعرض أعماله أمام جمهور كبير ومتنوع من الناس مثل المهرجانات، والمدارس، ومراكز التسوق، والمكتبات، والبنوك، ومؤسسات الفنون، وحتى فروع مكتب البريد الأمريكي في بعض المناسبات.